# Campionati italiani di ciclismo su strada
I Campionati italiani di ciclismo su strada sono la manifestazione annuale che assegna il titolo di Campione d'Italia nelle specialità del ciclismo su strada. I vincitori hanno il diritto di indossare per un anno la maglia tricolore di campione italiano, nelle competizioni della rispettiva categoria.
Vengono assegnati titoli sia in linea che a cronometro per le categorie femminili Elite, Juniores e Allieve, e per le categorie maschili Elite, Under-23, Juniores e Allievi. Dal 2010 vengono assegnati i titoli di campione italiano anche per le categorie di paraciclismo.

## Campioni in carica
| Uomini Élite | Uomini Élite         |
| ------------ | -------------------- |
| In linea     | Filippo Conca        |
| Cronometro   | Filippo Ganna        |
| Donne Élite  |                      |
| In linea     | Elisa Longo Borghini |
| Cronometro   | Vittoria Guazzini    |

## Storia
Il Campionato italiano su strada viene organizzato per la prima volta nel 1885 sul percorso della Milano-Cremona-Milano e vinto da Giuseppe Loretz. Si è disputato poi fino al 1896 ad esclusione degli anni 1894 e 1895. Dopo una pausa di alcuni anni, dal 1906 il Campionato viene organizzato ininterrottamente ad esclusione degli anni tra il 1915 e il 1918 a causa della prima guerra mondiale e nel 1944 per la seconda guerra mondiale.
Il Campionato italiano su strada si è svolto sia in prova unica che a prove multiple. Dal 1885 al 1914, nel 1937 e 1938, dal 1941 al 1946, nel 1950, dal 1959 al 1961 e definitivamente dal 1966 si è disputato in prova unica su percorsi appositamente allestiti o in concomitanza con altre classiche del calendario nazionale; ciò avvenne a partire dal 1937, quando il Giro del Lazio venne associato al campionato italiano. Da allora tutte le corse di un giorno vennero abbinate ai campionati, escluse le grandi classiche del nord Italia, Gran Piemonte (eccezion fatta per il 2017), Milano-Sanremo e Giro di Lombardia, la cui rilevanza a livello mondiale è tale da non poter effettuare l'esclusione dalla gara dei corridori stranieri. Nelle edizioni a prove multiple, dal 1919 al 1936, nel 1939 e 1940, dal 1947 al 1949, dal 1951 al 1958 e dal 1962 al 1965, venivano conteggiati punti ottenuti in determinate classiche nazionali. Dal 1995 si disputa anche la prova a cronometro.
Il Campionato italiano femminile si disputa dal 1963 per quanto riguarda la prova in linea, vinta da Paola Scotti, mentre la prova a cronometro si svolge dal 1987, vincitrice Maria Canins.

## Albo d'oro

### Titoli maschili
Aggiornato all'edizione 2025.
| Anno      | Vincitore               | Secondo              | Terzo                    |
| --------- | ----------------------- | -------------------- | ------------------------ |
| 1885      | Giuseppe Loretz         | Adolfo Mazza         | Cesare Larroque          |
| 1886      | Geo Davidson            | Giuseppe Loretz      | Romeo Tas                |
| 1887      | Gilberto Marley (1)     | Adolfo Mazza         | Paolo Faruffini          |
| 1888      | Gilberto Marley (2)     | Cesare Buttolo       | Luigi Storero            |
| 1889      | Gilberto Marley (3)     | Ambrogio Robecchi    | Giacomo Capella          |
| 1890      | Carlo Braida            | Cesare Nazari        | Luigi Cantù              |
| 1891      | Ambrogio Robecchi       | Luigi Cantù          | Giuseppe Berti           |
| 1892      | Luigi Cantù             | Adolfo Ruscelli      | Enrico Tarlarini         |
| 1893      | Giuseppe Moreschi       | Arturo Nuvolari      | Carlo Dani               |
| 1894-95   | non disputato           | non disputato        | non disputato            |
| 1896      | Giovanni Da Montelatico | Degrez               |                          |
| 1897-1905 | non disputato           | non disputato        | non disputato            |
| 1906      | Giovanni Cuniolo (1)    | Battista Danesi      | Mario Fortuna            |
| 1907      | Giovanni Cuniolo (2)    | Felice Galazzi       | Giovanni Rossignoli      |
| 1908      | Giovanni Cuniolo (3)    | Carlo Galetti        | Pierino Albini           |
| 1909      | Dario Beni (1)          | Mario Bruschera      | Giovanni Cuniolo         |
| 1910      | Emilio Petiva           | Luigi Ganna          | Eberardo Pavesi          |
| 1911      | Dario Beni (2)          | Ugo Agostoni         | Vincenzo Borgarello      |
| 1912      | Angelo Gremo            | Dario Beni           | Giuseppe Azzini          |
| 1913      | Costante Girardengo (1) | Lauro Bordin         | Emanuele Garda           |
| 1914      | Costante Girardengo (2) | Luigi Lucotti        | Giuseppe Azzini          |
| 1915-18   | non disputato           | non disputato        | non disputato            |
| 1919      | Costante Girardengo (3) | Alfredo Sivocci      | Luigi Lucotti            |
| 1920      | Costante Girardengo (4) | Gaetano Belloni      | Giovanni Brunero         |
| 1921      | Costante Girardengo (5) | Giovanni Brunero     | Federico Gay             |
| 1922      | Costante Girardengo (6) | Bartolomeo Aimo      | Giovanni Brunero         |
| 1923      | Costante Girardengo (7) | Giovanni Brunero     | Federico Gay             |
| 1924      | Costante Girardengo (8) | Federico Gay         | Michele Gordini          |
| 1925      | Costante Girardengo (9) | Alfredo Binda        | Gaetano Belloni          |
| 1926      | Alfredo Binda (1)       | Costante Girardengo  | Giovanni Brunero         |
| 1927      | Alfredo Binda (2)       | Domenico Piemontesi  | Giuseppe Pancera         |
| 1928      | Alfredo Binda (3)       | Antonio Negrini      | Costante Girardengo      |
| 1929      | Alfredo Binda (4)       | Antonio Negrini      | Domenico Piemontesi      |
| 1930      | Learco Guerra (1)       | Alfredo Binda        | Allegro Grandi           |
| 1931      | Learco Guerra (2)       | Fabio Battesini      | Luigi Giacobbe           |
| 1932      | Learco Guerra (3)       | Remo Bertoni         | Alfredo Binda            |
| 1933      | Learco Guerra (4)       | Remo Bertoni         | Alfredo Bovet            |
| 1934      | Learco Guerra (5)       | Mario Cipriani       | Aldo Canazza             |
| 1935      | Gino Bartali (1)        | Aldo Bini            | Vasco Bergamaschi        |
| 1936      | Giuseppe Olmo           | Giovanni Cazzulani   | Olimpio Bizzi            |
| 1937      | Gino Bartali (2)        | Cesare Del Cancia    | Olimpio Bizzi            |
| 1938      | Olimpio Bizzi           | Gino Bartali         | Glauco Servadei          |
| 1939      | Mario Vicini            | Pietro Rimoldi       | Diego Marabelli          |
| 1940      | Gino Bartali (3)        | Pietro Rimoldi       | Osvaldo Bailo            |
| 1941      | Adolfo Leoni            | Aldo Bini            | Cino Cinelli             |
| 1942      | Fausto Coppi (1)        | Mario Ricci          | Gino Bartali             |
| 1943      | Mario Ricci             | Fiorenzo Magni       | Glauco Servadei          |
| 1944      | non disputato           | non disputato        | non disputato            |
| 1945      | Severino Canavesi       | Glauco Servadei      | Sergio Maggini           |
| 1946      | Aldo Ronconi            | Gino Bartali         | Vito Ortelli             |
| 1947      | Fausto Coppi (2)        | Vito Ortelli         | Mario Ricci              |
| 1948      | Vito Ortelli            | Fausto Coppi         | Luciano Maggini          |
| 1949      | Fausto Coppi (3)        | Luciano Maggini      | Adolfo Leoni             |
| 1950      | Antonio Bevilacqua      | Alfredo Martini      | Mario Ricci              |
| 1951      | Fiorenzo Magni (1)      | Gino Bartali         | Antonio Bevilacqua       |
| 1952      | Gino Bartali (4)        | Giuseppe Minardi     | Rinaldo Moresco          |
| 1953      | Fiorenzo Magni (2)      | Nino Defilippis      | Loretto Petrucci         |
| 1954      | Fiorenzo Magni (3)      | Fausto Coppi         | Giuseppe Minardi         |
| 1955      | Fausto Coppi (4)        | Giuseppe Minardi     | Fiorenzo Magni           |
| 1956      | Giorgio Albani          | Cleto Maule          | Pierino Baffi            |
| 1957      | Ercole Baldini (1)      | Alfredo Sabbadin     | Giorgio Albani           |
| 1958      | Ercole Baldini (2)      | Nino Defilippis      | Aldo Moser               |
| 1959      | Diego Ronchini          | Adriano Zamboni      | Angelo Conterno          |
| 1960      | Nino Defilippis (1)     | Rino Benedetti       | Angelo Conterno          |
| 1961      | Arturo Sabbadin         | Arnaldo Pambianco    | Giuliano Bernardelle     |
| 1962      | Nino Defilippis (2)     | Guido Carlesi        | Franco Cribiori          |
| 1963      | Bruno Mealli            | Vendramino Bariviera | Walter Martin            |
| 1964      | Guido De Rosso          | Franco Cribiori      | Italo Zilioli            |
| 1965      | Michele Dancelli (1)    | Vittorio Adorni      | Franco Cribiori          |
| 1966      | Michele Dancelli (2)    | Italo Zilioli        | Vito Taccone             |
| 1967      | Franco Balmamion        | Michele Dancelli     | Vittorio Adorni          |
| 1968      | Felice Gimondi (1)      | Vito Taccone         | Michele Dancelli         |
| 1969      | Vittorio Adorni         | Vito Taccone         | Italo Zilioli            |
| 1970      | Franco Bitossi (1)      | Felice Gimondi       | Marino Basso             |
| 1971      | Franco Bitossi (2)      | Felice Gimondi       | Enrico Paolini           |
| 1972      | Felice Gimondi (2)      | Franco Bitossi       | Michele Dancelli         |
| 1973      | Enrico Paolini (1)      | Marcello Bergamo     | Italo Zilioli            |
| 1974      | Enrico Paolini (2)      | Felice Gimondi       | Marino Basso             |
| 1975      | Francesco Moser (1)     | Valerio Lualdi       | Costantino Conti         |
| 1976      | Franco Bitossi (3)      | Francesco Moser      | Wladimiro Panizza        |
| 1977      | Enrico Paolini (3)      | Marcello Bergamo     | Francesco Moser          |
| 1978      | Pierino Gavazzi (1)     | Francesco Moser      | Giuseppe Saronni         |
| 1979      | Francesco Moser (2)     | Giovanni Battaglin   | Claudio Bortolotto       |
| 1980      | Giuseppe Saronni        | Giovanni Battaglin   | Gianbattista Baronchelli |
| 1981      | Francesco Moser (3)     | Wladimiro Panizza    | Alfredo Chinetti         |
| 1982      | Pierino Gavazzi (2)     | Claudio Torelli      | Gianbattista Baronchelli |
| 1983      | Moreno Argentin (1)     | Giovanni Battaglin   | Alessandro Paganessi     |
| 1984      | Vittorio Algeri         | Silvano Contini      | Daniele Caroli           |
| 1985      | Claudio Corti (1)       | Stefano Colagè       | Stefano Giuliani         |
| 1986      | Claudio Corti (2)       | Roberto Visentini    | Massimo Ghirotto         |
| 1987      | Bruno Leali             | Alberto Elli         | Emanuele Bombini         |
| 1988      | Pierino Gavazzi (3)     | Giuseppe Saronni     | Maurizio Fondriest       |
| 1989      | Moreno Argentin (2)     | Gianni Bugno         | Giorgio Furlan           |
| 1990      | Giorgio Furlan          | Roberto Pelliconi    | Flavio Giupponi          |
| 1991      | Gianni Bugno (1)        | Franco Chioccioli    | Claudio Chiappucci       |
| 1992      | Marco Giovannetti       | Gianni Faresin       | Maurizio Fondriest       |
| 1993      | Massimo Podenzana (1)   | Gianni Bugno         | Davide Cassani           |
| 1994      | Massimo Podenzana (2)   | Francesco Casagrande | Gianni Faresin           |
| 1995      | Gianni Bugno (2)        | Paolo Lanfranchi     | Andrea Tafi              |
| 1996      | Mario Cipollini         | Mario Traversoni     | Endrio Leoni             |
| 1997      | Gianni Faresin          | Francesco Casagrande | Valentino Fois           |
| 1998      | Andrea Tafi             | Daniele Nardello     | Alberto Elli             |
| 1999      | Salvatore Commesso (1)  | Roberto Petito       | Alberto Elli             |
| 2000      | Michele Bartoli         | Gilberto Simoni      | Daniele Nardello         |
| 2001      | Daniele Nardello        | Michele Bartoli      | Daniele De Paoli         |
| 2002      | Salvatore Commesso (2)  | Dario Frigo          | Francesco Casagrande     |
| 2003      | Paolo Bettini (1)       | Filippo Pozzato      | Salvatore Commesso       |
| 2004      | Cristian Moreni         | Sergio Marinangeli   | Mauro Gerosa             |
| 2005      | Enrico Gasparotto       | Filippo Pozzato      | Massimo Giunti           |
| 2006      | Paolo Bettini (2)       | Mirko Celestino      | Danilo Di Luca           |
| 2007      | Giovanni Visconti (1)   | Paolo Bossoni        | Davide Rebellin          |
| 2008      | Filippo Simeoni         | Giovanni Visconti    | Filippo Pozzato          |
| 2009      | Filippo Pozzato         | Damiano Cunego       | Luca Paolini             |
| 2010      | Giovanni Visconti (2)   | Ivan Santaromita     | Alessandro Ballan        |
| 2011      | Giovanni Visconti (3)   | Mauro Santambrogio   | Simone Ponzi             |
| 2012      | Franco Pellizotti       | Danilo Di Luca       | Moreno Moser             |
| 2013      | Ivan Santaromita        | Michele Scarponi     | Davide Rebellin          |
| 2014      | Vincenzo Nibali (1)     | Davide Formolo       | Matteo Rabottini         |
| 2015      | Vincenzo Nibali (2)     | Francesco Reda       | Diego Ulissi             |
| 2016      | Giacomo Nizzolo (1)     | Gianluca Brambilla   | Filippo Pozzato          |
| 2017      | Fabio Aru               | Diego Ulissi         | Rinaldo Nocentini        |
| 2018      | Elia Viviani            | Giovanni Visconti    | Domenico Pozzovivo       |
| 2019      | Davide Formolo          | Sonny Colbrelli      | Alberto Bettiol          |
| 2020      | Giacomo Nizzolo (2)     | Davide Ballerini     | Sonny Colbrelli          |
| 2021      | Sonny Colbrelli         | Fausto Masnada       | Samuele Zoccarato        |
| 2022      | Filippo Zana            | Lorenzo Rota         | Samuele Battistella      |
| 2023      | Simone Velasco          | Lorenzo Rota         | Kristian Sbaragli        |
| 2024      | Alberto Bettiol         | Lorenzo Rota         | Edoardo Zambanini        |
| 2025      | Filippo Conca           | Alessandro Covi      | Thomas Pesenti           |

| Anno | Vincitore          | Secondo              | Terzo                |
| ---- | ------------------ | -------------------- | -------------------- |
| 1995 | Massimiliano Lelli | Andrea Chiurato      | Luca Scinto          |
| 1996 | Marco Fincato      | Fabio Roscioli       | Massimo Podenzana    |
| 1997 | Dario Andriotto    | Carlo Finco          | Cristian Salvato     |
| 1998 | Marco Velo (1)     | Luca Sironi          | Mirko Gualdi         |
| 1999 | Marco Velo (2)     | Riccardo Forconi     | Daniele Nardello     |
| 2000 | Marco Velo (3)     | Daniele Contrini     | Diego Ferrari        |
| 2001 | Andrea Peron       | Daniele Contrini     | Juri Alvisi          |
| 2002 | Dario Frigo        | Filippo Pozzato      | Juri Alvisi          |
| 2003 | Gianpaolo Mondini  | Manuel Quinziato     | Andrea Rossi         |
| 2004 | Dario David Cioni  | Andrea Peron         | Marco Pinotti        |
| 2005 | Marco Pinotti (1)  | Marzio Bruseghin     | Dario David Cioni    |
| 2006 | Marzio Bruseghin   | Marco Pinotti        | Manuel Quinziato     |
| 2007 | Marco Pinotti (2)  | Vincenzo Nibali      | Manuel Quinziato     |
| 2008 | Marco Pinotti (3)  | Luca Celli           | Maurizio Biondo      |
| 2009 | Marco Pinotti (4)  | Gabriele Bosisio     | Maurizio Biondo      |
| 2010 | Marco Pinotti (5)  | Dario Cataldo        | Adriano Malori       |
| 2011 | Adriano Malori (1) | Manuele Boaro        | Alan Marangoni       |
| 2012 | Dario Cataldo      | Adriano Malori       | Marco Pinotti        |
| 2013 | Marco Pinotti (6)  | Stefano Pirazzi      | Adriano Malori       |
| 2014 | Adriano Malori (2) | Dario Cataldo        | Alan Marangoni       |
| 2015 | Adriano Malori (3) | Moreno Moser         | Daniele Bennati      |
| 2016 | Manuel Quinziato   | Manuele Boaro        | Moreno Moser         |
| 2017 | Gianni Moscon (1)  | Fabio Felline        | Manuel Quinziato     |
| 2018 | Gianni Moscon (2)  | Filippo Ganna        | Fabio Felline        |
| 2019 | Filippo Ganna (1)  | Alberto Bettiol      | Alessandro De Marchi |
| 2020 | Filippo Ganna (2)  | Alessandro De Marchi | Edoardo Affini       |
| 2021 | Matteo Sobrero     | Edoardo Affini       | Mattia Cattaneo      |
| 2022 | Filippo Ganna (3)  | Mattia Cattaneo      | Edoardo Affini       |
| 2023 | Filippo Ganna (4)  | Mattia Cattaneo      | Matteo Sobrero       |
| 2024 | Filippo Ganna (5)  | Edoardo Affini       | Filippo Baroncini    |
| 2025 | Filippo Ganna (6)  | Filippo Baroncini    | Mattia Cattaneo      |

### Titoli femminili
Aggiornato all'edizione 2025.
| Anno | Vincitore                | Secondo                | Terzo                       |
| ---- | ------------------------ | ---------------------- | --------------------------- |
| 1963 | Paola Scotti             | Florinda Parenti       | Anna Santini                |
| 1964 | Maria Cressari (1)       | Paola Scotti           | Elisabetta Maffeis          |
| 1965 | Florinda Parenti         | Elisabetta Maffeis     | Anna Santini                |
| 1966 | Elisabetta Maffeis       | Florinda Parenti       | Giuditta Longari            |
| 1967 | Rosa D'Angelo            | Morena Tartagni        | Ivana Panzi                 |
| 1968 | Maria Cressari (2)       | Carla Bosio            | Ivana Panzi                 |
| 1969 | Morena Tartagni          | Maria Cressari         | Carla Bosio                 |
| 1970 | Giuditta Longari         | Morena Tartagni        | Angela Marchesin            |
| 1971 | Ivana Panzi              | Morena Tartagni        | Elisabetta Maffeis          |
| 1972 | Maria Cressari (3)       | Elisabetta Maffeis     | Morena Tartagni             |
| 1973 | Maria Cressari (4)       | Morena Tartagni        | Gianna Brovedani            |
| 1974 | Carmen Menegaldo         | Giuseppina Micheloni   | Emanuela Menuzzo            |
| 1975 | Luigina Bissoli (1)      | Maria Cressari         | Morena Tartagni             |
| 1976 | Bruna Cancelli           | Patrizia Cassani       | Rita Coden                  |
| 1977 | Luigina Bissoli (2)      | Bruna Cancelli         | Adalberta Marcuccetti       |
| 1978 | Rossella Galbiati        | Francesca Galli        | Anna Morlacchi              |
| 1979 | Francesca Galli          | Giuseppina Micheloni   | Emanuela Menuzzo            |
| 1980 | Michela Tommasi          | Rossella Galbiati      | Lorena Moscon               |
| 1981 | Rosanna Piantoni         | Rossella Galbiati      | Adalberta Marcuccetti       |
| 1982 | Maria Canins (1)         | Francesca Galli        | Adalberta Marcuccetti       |
| 1983 | Patrizia Spadaccini      | Adalberta Marcuccetti  | Luisa Seghezzi              |
| 1984 | Maria Canins (2)         | Roberta Bonanomi       | Adalberta Marcuccetti       |
| 1985 | Maria Canins (3)         | Mara Mosole            | Emanuela Menuzzo            |
| 1986 | Luisa Seghezzi           | Imelda Chiappa         | Maria Canins                |
| 1987 | Maria Canins (4)         | Monica Bandini         | Imelda Chiappa              |
| 1988 | Maria Canins (5)         | Imelda Chiappa         | Monica Bandini              |
| 1989 | Maria Canins (6)         | Elisabetta Fanton      | Gabriella Pregnolato        |
| 1990 | Elisabetta Fanton        | Elisabetta Guazzaroni  | Imelda Chiappa              |
| 1991 | Lucia Pizzolotto (1)     | Valeria Cappellotto    | Nadia Stramigioli           |
| 1992 | Michela Fanini           | Nadia Molteni          | Valeria Cappellotto         |
| 1993 | Imelda Chiappa (1)       | Michela Fanini         | Sara Felloni                |
| 1994 | Simona Muzzioli          | Alessandra Cappellotto | Lucia Pizzolotto            |
| 1995 | Roberta Ferrero          | Alessandra Cappellotto | Nadia Molteni               |
| 1996 | Fabiana Luperini         | Imelda Chiappa         | Alessandra Cappellotto      |
| 1997 | Imelda Chiappa (2)       | Alessandra Cappellotto | Valeria Cappellotto         |
| 1998 | Lucia Pizzolotto (2)     | Roberta Bonanomi       | Sara Felloni                |
| 1999 | Valeria Cappellotto      | Sonia Rocca            | Lucia Pizzolotto            |
| 2000 | Gabriella Pregnolato     | Greta Zocca            | Sara Felloni                |
| 2001 | Greta Zocca              | Katia Longhin          | Lisa Gatto                  |
| 2002 | Rosalisa Lapomarda       | Katia Longhin          | Luisa Tamanini              |
| 2003 | Alessandra Cappellotto   | Alessandra D'Ettorre   | Katia Longhin               |
| 2004 | Fabiana Luperini (1)     | Tania Belvederesi      | Alessandra Cappellotto      |
| 2005 | Silvia Parietti          | Giuseppina Grassi      | Luisa Tamanini              |
| 2006 | Fabiana Luperini (2)     | Gessica Turato         | Silvia Parietti             |
| 2007 | Eva Lechner              | Luisa Tamanini         | Giorgia Bronzini            |
| 2008 | Fabiana Luperini (3)     | Tatiana Guderzo        | Giorgia Bronzini            |
| 2009 | Monia Baccaille (1)      | Laura Bozzolo          | Giorgia Bronzini            |
| 2010 | Monia Baccaille (2)      | Alessandra D'Ettorre   | Lorena Foresi               |
| 2011 | Noemi Cantele            | Tatiana Guderzo        | Silvia Valsecchi            |
| 2012 | Giada Borgato            | Silvia Valsecchi       | Marta Bastianelli           |
| 2013 | Dalia Muccioli           | Giorgia Bronzini       | Rossella Ratto              |
| 2014 | Elena Cecchini (1)       | Valentina Scandolara   | Maria Giulia Confalonieri   |
| 2015 | Elena Cecchini (2)       | Elisa Longo Borghini   | Dalia Muccioli              |
| 2016 | Elena Cecchini (3)       | Elisa Longo Borghini   | Anna Stricker               |
| 2017 | Elisa Longo Borghini (1) | Giorgia Bronzini       | Soraya Paladin              |
| 2018 | Marta Cavalli            | Sofia Bertizzolo       | Giorgia Bronzini            |
| 2019 | Marta Bastianelli        | Elisa Balsamo          | Ilaria Sanguineti           |
| 2020 | Elisa Longo Borghini (2) | Katia Ragusa           | Marta Cavalli               |
| 2021 | Elisa Longo Borghini (3) | Tatiana Guderzo        | Ilaria Sanguineti           |
| 2022 | Elisa Balsamo            | Rachele Barbieri       | Barbara Guarischi           |
| 2023 | Elisa Longo Borghini (4) | Silvia Persico         | Marta Cavalli               |
| 2024 | Elisa Longo Borghini (5) | Chiara Consonni        | Eleonora Camilla Gasparrini |
| 2025 | Elisa Longo Borghini (6) | Monica Trinca Colonel  | Eleonora Ciabocco           |

| Anno | Vincitore                | Secondo              | Terzo                |
| ---- | ------------------------ | -------------------- | -------------------- |
| 1987 | Maria Canins (1)         | -                    | -                    |
| 1988 | Maria Canins (2)         | -                    | -                    |
| 1989 | Maria Canins (3)         | -                    | -                    |
| 1990 | Maria Canins (4)         | -                    | -                    |
| 1991 | Roberta Bonanomi         | Maria Paola Turcutto | Imelda Chiappa       |
| 1992 | Maria Paola Turcutto     | Simona Muzzioli      | Roberta Bonanomi     |
| 1993 | Imelda Chiappa (1)       | Simona Muzzioli      | Roberta Bonanomi     |
| 1994 | Imelda Chiappa (2)       | Antonella Bellutti   | Maria Canins         |
| 1995 | Imelda Chiappa (3)       | Roberta Bonanomi     | Maria Canins         |
| 1996 | Gabriella Pregnolato (1) | Imelda Chiappa       | Antonella Bellutti   |
| 1997 | Gabriella Pregnolato (2) | Imelda Chiappa       | Roberta Bonanomi     |
| 1998 | Imelda Chiappa (4)       | Gabriella Pregnolato | Lucia Pizzolotto     |
| 1999 | Gabriella Pregnolato (3) | Giovanna Troldi      | Linda Visentin       |
| 2000 | Gabriella Pregnolato (4) | Luisa Tamanini       | Lucia Pizzolotto     |
| 2001 | Alessandra Cappellotto   | Vera Carrara         | Luisa Tamanini       |
| 2002 | Giovanna Troldi (1)      | Fabiana Luperini     | Luisa Tamanini       |
| 2003 | Giovanna Troldi (2)      | Luisa Tamanini       | Tania Belvederesi    |
| 2004 | Giovanna Troldi (3)      | Tatiana Guderzo      | Anna Zugno           |
| 2005 | Tatiana Guderzo (1)      | Anna Zugno           | Silvia Valsecchi     |
| 2006 | Silvia Valsecchi         | Giovanna Troldi      | Tatiana Guderzo      |
| 2007 | Vera Carrara             | Anna Zugno           | Silvia Valsecchi     |
| 2008 | Tatiana Guderzo (2)      | Anna Zugno           | Silvia Valsecchi     |
| 2009 | Noemi Cantele (1)        | Tatiana Guderzo      | Silvia Valsecchi     |
| 2010 | Tatiana Guderzo (3)      | Silvia Valsecchi     | Noemi Cantele        |
| 2011 | Noemi Cantele (2)        | Silvia Valsecchi     | Tatiana Guderzo      |
| 2012 | Tatiana Guderzo (4)      | Elisa Longo Borghini | Noemi Cantele        |
| 2013 | Tatiana Guderzo (5)      | Elisa Longo Borghini | Silvia Valsecchi     |
| 2014 | Elisa Longo Borghini (1) | Elena Berlato        | Vittoria Bussi       |
| 2015 | Silvia Valsecchi         | Tatiana Guderzo      | Elena Berlato        |
| 2016 | Elisa Longo Borghini (2) | Tatiana Guderzo      | Silvia Valsecchi     |
| 2017 | Elisa Longo Borghini (3) | Elena Cecchini       | Silvia Valsecchi     |
| 2018 | Elena Cecchini (1)       | Vittoria Bussi       | Rossella Ratto       |
| 2019 | Elena Cecchini (2)       | Vittoria Bussi       | Elisa Longo Borghini |
| 2020 | Elisa Longo Borghini (4) | Vittoria Bussi       | Vittoria Guazzini    |
| 2021 | Elisa Longo Borghini (5) | Soraya Paladin       | Tatiana Guderzo      |
| 2022 | Elisa Longo Borghini (6) | Vittoria Guazzini    | Marta Cavalli        |
| 2023 | Elisa Longo Borghini (7) | Marta Cavalli        | Alessia Vigilia      |
| 2024 | Vittoria Guazzini (1)    | Elisa Longo Borghini | Elena Pirrone        |
| 2025 | Vittoria Guazzini (2)    | Elisa Longo Borghini | Federica Venturelli  |

### Titoli maschili Under-23
Aggiornato all'edizione 2025.
| Anno | Vincitore                  | Secondo                | Terzo               |
| ---- | -------------------------- | ---------------------- | ------------------- |
| 1996 | Roberto Fortunato          | Pasquale Santoro       | Paolo Bettini       |
| 1997 | Oscar Mason                | Cristian Gobbi         | Claudio Sironi      |
| 1998 | Danilo Di Luca             | Denis Lunghi           | Rinaldo Nocentini   |
| 1999 | Simone Fadini              | Angelo Lopeboselli     | Paolo Tiralongo     |
| 2000 | Nicola Gavazzi             | Manuel Bortolotto      | Federico Berta      |
| 2001 | Marco Corsini              | Alberto Loddo          |                     |
| 2002 | Paolo Bailetti             | Diego Genovesi         | Emanuele Sella      |
| 2003 | Giovanni Visconti          | Aristide Ratti         | Stefano Bonini      |
| 2004 | Riccardo Riccò             | Carlo Scognamiglio     | Nicola Peccolo      |
| 2005 | Adriano Angeloni           | Alessio Ricciardi      | Marco Panchetti     |
| 2006 | Francesco Gavazzi          | Maurizio Girardini     | Marco Stefani       |
| 2007 | Simone Ponzi               | Michele Gaia           | Mauro Finetto       |
| 2008 | Damiano Caruso             | Alberto Contoli        | Stefano Pirazzi     |
| 2009 | Matteo Rabottini           | Alfredo Balloni        | Gianluca Brambilla  |
| 2010 | Stefano Agostini           | Stefano Locatelli      | Tommaso Salvetti    |
| 2011 | Matteo Trentin             | Fabio Aru              | Andrea Fedi         |
| 2012 | Francesco Manuel Bongiorno | Davide Formolo         | Kristian Sbaragli   |
| 2013 | Andrea Zordan              | Davide Villella        | Alberto Bettiol     |
| 2014 | Simone Sterbini            | Simone Andreetta       | Luca Chirico        |
| 2015 | Gianni Moscon              | Davide Gabburo         | Edward Ravasi       |
| 2016 | Simone Consonni            | Vincenzo Albanese      | Filippo Rocchetti   |
| 2017 | Matteo Moschetti           | Mirco Sartori          | Raffaele Radice     |
| 2018 | Edoardo Affini             | Alberto Dainese        | Michele Corradini   |
| 2019 | Marco Frigo                | Nicolas Dalla Valle    | Filippo Zana        |
| 2020 | Giovanni Aleotti           | Alessandro Santoromita | Luca Colnaghi       |
| 2021 | Gabriele Benedetti         | Mattia Petrucci        | Filippo Baroncini   |
| 2022 | Lorenzo Germani            | Walter Calzoni         | Emanuele Ansaloni   |
| 2023 | Francesco Busatto          | Luca Cretti            | Dario Igor Belletta |
| 2024 | Edoardo Zamperini          | Nicola Rossi           | Pietro Mattio       |

| Anno | Vincitore            | Secondo           | Terzo                    |
| ---- | -------------------- | ----------------- | ------------------------ |
| 2003 | Gianluca Moi         | Maurizio Biondo   | Giairo Ermeti            |
| 2004 | Francesco Rivera     | Luca Ascani       | Mariano de Fino Silveiro |
| 2005 | Tiziano Dall'Antonia | Francesco Tomei   | Eddy Rosolen             |
| 2006 | Alan Marangoni       | Francesco Tomei   | Ermanno Capelli          |
| 2007 | Adriano Malori       | Manuele Boaro     | Marco Coledan            |
| 2008 | Adriano Malori       | Manuele Boaro     | Daniel Oss               |
| 2009 | Alfredo Balloni      | Adriano Malori    | Alessandro Stocco        |
| 2010 | Matteo Mammini       | Gianluca Leonardi | Alessandro Stocco        |
| 2011 | Matteo Mammini       | Massimo Coledan   | Mattia Cattaneo          |
| 2012 | Massimo Coledan      | Davide Martinelli | Mirko Trosino            |
| 2013 | Davide Martinelli    | Andrea Toniatti   | Simone Sterbini          |
| 2014 | Davide Martinelli    | Seid Lizde        | Davide Belletti          |
| 2015 | Davide Martinelli    | Giovanni Carboni  | Edoardo Affini           |
| 2016 | Filippo Ganna        | Giovanni Carboni  | Seid Lizde               |
| 2017 | Paolo Baccio         | Edoardo Affini    | Giovanni Carboni         |
| 2018 | Edoardo Affini       | Matteo Sobrero    | Paolo Baccio             |
| 2019 | Matteo Sobrero       | Giovanni Aleotti  | Antonio Puppio           |
| 2020 | Jonathan Milan       | Andrea Piccolo    | Antonio Tiberi           |
| 2021 | Filippo Baroncini    | Marco Frigo       | Davide Piganzoli         |
| 2022 | Davide Piganzoli     | Matteo Montefiori | Bryan Olivo              |
| 2023 | Bryan Olivo          | Nicolas Milesi    | Dario Igor Belletta      |
| 2024 | Andrea Raccagni      | Nicolas Milesi    | Christian Bagatin        |
| 2025 | Davide Donati        | Nicolas Milesi    | Luca Giaimi              |

### Titoli maschili Juniores
Aggiornato all'edizione 2025.
| Anno | Vincitore           | Secondo                     | Terzo                  |
| ---- | ------------------- | --------------------------- | ---------------------- |
| 1999 | Daniele Colli       | Damiano Cunego              | Antonio Bucciero       |
| 2000 | Nicola Scattolin    | Mauro Facci                 | Lorenzo Del Pellegrino |
| 2001 | Gregory Da Ros      | Luca Ascani                 | Marco Bergamin         |
| 2002 | Vincenzo Nibali     | Emanuele Rizza              | Leonardo Moser         |
| 2003 | Enrico Peruffo      | Mauro Finetto               | Marco Battaglia        |
| 2004 | Eros Capecchi       | Salvatore Mancuso           | Sacha Modolo           |
| 2005 | Luca Barla          | Marco Becucci               | Luca Dodi              |
| 2006 | Alfredo Balloni     | Adriano Malori              | Mattia De Maria        |
| 2007 | Andrea Palini       | Elia Favilli                | Daniele Ratto          |
| 2008 | Mattia Sinigaglia   | Alberto Petitto             | Enzo Sorrentino        |
| 2009 | Andrea Zordan       | Enrico Dalla Costa          | Andrea Fedi            |
| 2010 | Paolo Simion        | Ignazio Moser               | Luca Wackermann        |
| 2011 | Riccardo Donato     | Valerio Conti               | Simone Consonni        |
| 2012 | Umberto Orsini      | Andrea Borso                | Enrico Salvador        |
| 2013 | Matteo Trippi       | Luca Raggio                 | Giacomo Garavaglia     |
| 2014 | Davide Plebani      | Massimiliano Susini         | Michele Corradini      |
| 2015 | Cristian Scaroni    | Simone Bevilacqua           | Edoardo Faresin        |
| 2016 | Mattia Bevilacqua   | Luca Colnaghi               | Nikolas Huber          |
| 2017 | Alessio Acco        | Samuele Manfredi            | Riccardo Bobbo         |
| 2018 | Samuele Rubino      | Nicolò Parisini             | Filippo Baroncini      |
| 2019 | Gianmarco Garofoli  | Andrea Piccolo              | Alessio Martinelli     |
| 2020 | Andrea Montoli      | Lorenzo Germani             | Francesco Calì         |
| 2021 | Alessandro Romele   | Edoardo Zamperini           | Federico Biagini       |
| 2022 | Dario Igor Belletta | Edoardo Burano              | Nicolas Milesi         |
| 2023 | Simone Gualdi       | Andrea Bessega              | Enea Sambinello        |
| 2024 | Lorenzo Finn        | Mattia Proietti Gagliardoni | David Zanutta          |
| 2025 | Vincenzo Carosi     | Patrik Pezzo Rosola         | Michele Pascarella     |

| Anno | Vincitore           | Secondo            | Terzo             |
| ---- | ------------------- | ------------------ | ----------------- |
| 2003 | Fabio Sabatini      | Mauro Finetto      | Luca D'Osvaldo    |
| 2004 | Gabriele Savorgnano | Daniel Oss         | Manuele Boaro     |
| 2005 | Manuele Boaro       | Luca Benvenuti     | Gabriele Rolla    |
| 2006 | Adriano Malori      | Angelo Pagani      | Alfredo Balloni   |
| 2007 | Alfredo Balloni     | Nicola Boem        | Diego Ulissi      |
| 2008 | Massimo Coledan     | Gianluca Remondi   | Fabio Felline     |
| 2009 | Antony Orsani       | Andrea Dal Col     | Eric Ravaioli     |
| 2010 | Luca Sterbini       | Stefano Verona     | Mirko Trosino     |
| 2011 | Davide Martinelli   | Alberto Bettiol    | Nicola Da Dalt    |
| 2012 | Nicola Da Dalt      | Riccardo Donato    | Giacomo Peroni    |
| 2013 | Seid Lizde          | Giovanni Carboni   | Filippo Ganna     |
| 2014 | Filippo Ganna       | Edoardo Affini     | Riccardo Lucca    |
| 2015 | Simone Bevilacqua   | Gianfranco Biasion | Mattia Pezzarini  |
| 2016 | Stefano Oldani      | Filippo Ferronato  | Fabio Mazzucco    |
| 2017 | Antonio Puppio      | Filippo Simeoni    | Luca Rastelli     |
| 2018 | Andrea Piccolo      | Antonio Tiberi     | Giosuè Crescioli  |
| 2019 | Andrea Piccolo      | Lorenzo Milesi     | Antonio Tiberi    |
| 2020 | Lorenzo Milesi      | Gianmarco Garofoli | Davide Piganzoli  |
| 2021 | Samuele Bonetto     | Tommaso Bessega    | Alessandro Romele |
| 2022 | Alessandro Cattani  | Davide Donati      | Nicolas Milesi    |
| 2023 | Luca Giaimi         | Davide Donati      | Samuele Alari     |
| 2024 | Lorenzo Finn        | Davide Donati      | Enea Sambinello   |
| 2025 | Roberto Capello     | Davide Frigo       | Riccardo Colombo  |

### Titoli femminili Juniores
Aggiornato all'edizione 2025.
| Anno | Vincitrice          | Seconda                | Terza               |
| ---- | ------------------- | ---------------------- | ------------------- |
| 2013 | Ilaria Bonomi       | Arianna Fidanza        | Natasha Grillo      |
| 2014 | Sofia Bertizzolo    | Sofia Beggin           | Nadia Quagliotto    |
| 2015 | Sofia Beggin        | Sofia Bertizzolo       | Elisa Balsamo       |
| 2016 | Elisa Balsamo       | Letizia Paternoster    | Elena Pirrone       |
| 2017 | Letizia Paternoster | Martina Fidanza        | Elena Pirrone       |
| 2018 | Vittoria Guazzini   | Giorgia Bariani        | Camilla Alessio     |
| 2019 | Eleonora Gasparrini | Noemi Eremita          | Lara Crestanello    |
| 2020 | Francesca Barale    | Greta Tebaldi          | Giulia Giuliani     |
| 2021 | Eleonora Ciabocco   | Serena Brillante Romeo | Carlotta Cipressi   |
| 2022 | Eleonora Ciabocco   | Federica Venturelli    | Gaia Segato         |
| 2023 | Federica Venturelli | Eleonora La Bella      | Irene Cagnazzo      |
| 2024 | Giada Silo          | Silvia Milesi          | Chantal Pegolo      |
| 2025 | Matilde Rossignoli  | Elisa Ferri            | Giorgia Pellizzotti |

| Anno | Vincitrice          | Seconda           | Terza               |
| ---- | ------------------- | ----------------- | ------------------- |
| 2013 | Arianna Fidanza     | Francesca Pattaro | Ilaria Bonomi       |
| 2014 | Katia Ragusa        | Sofia Bertizzolo  | Alice Gasparini     |
| 2015 | Lisa Morzenti       | Katia Ragusa      | Marta Cavalli       |
| 2016 | Alessia Vigilia     | Lisa Morzenti     | Elena Pirrone       |
| 2017 | Letizia Paternoster | Alessia Vigilia   | Elena Pirrone       |
| 2018 | Vittoria Guazzini   | Giorgia Bariani   | Matilde Vitillo     |
| 2019 | Eleonora Gasparrini | Sofia Collinelli  | Camilla Alessio     |
| 2020 | Matilde Bertolini   | Alice Palazzi     | Francesca Barale    |
| 2021 | Francesca Barale    | Carlotta Cipressi | Eleonora Ciabocco   |
| 2022 | Federica Venturelli | Valentina Zanzi   | Eleonora Ciabocco   |
| 2023 | Alice Toniolli      | Eleonora La Bella | Alice Bulegato      |
| 2024 | Linda Sanarini      | Irma Siri         | Elena De Laurentiis |
| 2025 | Elena De Laurentiis | Maria Acuti       | Chantal Pegolo      |